# Pleurothyrium glabritepalum
Pleurothyrium glabritepalum är en lagerväxtart som beskrevs av H. van der Werff. Pleurothyrium glabritepalum ingår i släktet Pleurothyrium och familjen lagerväxter. Inga underarter finns listade i Catalogue of Life.